# Beatriz Pinheiro
Beatriz Paes Pinheiro de Lemos (Viseu, 29 de outubro de 1871 — Lisboa, 14 de outubro de 1922), também conhecida por Beatriz Pinheiro ou Beatriz Pinheiro de Lemos, foi uma escritora, poetisa, editora e intelectual, pioneira do moderno movimento de emancipação feminina em Portugal. Com o poeta Carlos de Lemos, seu marido, dirigiu e editou o periódico Ave Azul: revista de arte e crítica, que dedicou inúmeros artigos à situação legal e social das mulheres no país.

## Biografia

### Nascimento e Família
Filha de Joaquim António Pinheiro, funcionário dos correios, natural da cidade de Elvas, e de Antónia da Conceição Paes de Figueiredo, natural da aldeia de Silgueiros, concelho de Viseu, Beatriz Paes Pinheiro nasceu na casa da sua família, na rua da Senhora da Piedade, em Viseu, freguesia da Sé, a 29 de outubro de 1871, no seio de uma família tradicional da pequena burguesia.

### Primeiros Anos e Formação
Durante a sua infância e juventude, Beatriz teve acesso a uma educação formal, frequentando, segundo as suas palavras, o ensino primário e liceal na sua terra natal, para além de ter aprendido a tocar harpa em casa e ter participado como actriz amadora em algumas peças no Grémio de Viseu. Ainda estudante, a jovem poetisa e escritora começou também a colaborar na revista académica Mocidade, fundada pelo poeta e seu futuro marido Carlos de Lemos, então aluno do Liceu de Viseu e no qual, anos mais tarde foi professor.
Concluindo o seu percurso académico com o curso em Ciências e Letras, que a conduziu à docência em 1900, durante esse mesmo período, Beatriz e Carlos Lemos criaram e dirigiram a revista literária de arte e crítica Ave Azul, que se manteve activa entre 1899 e 1900.

### Carreira Profissional e Activismo Político e Feminista

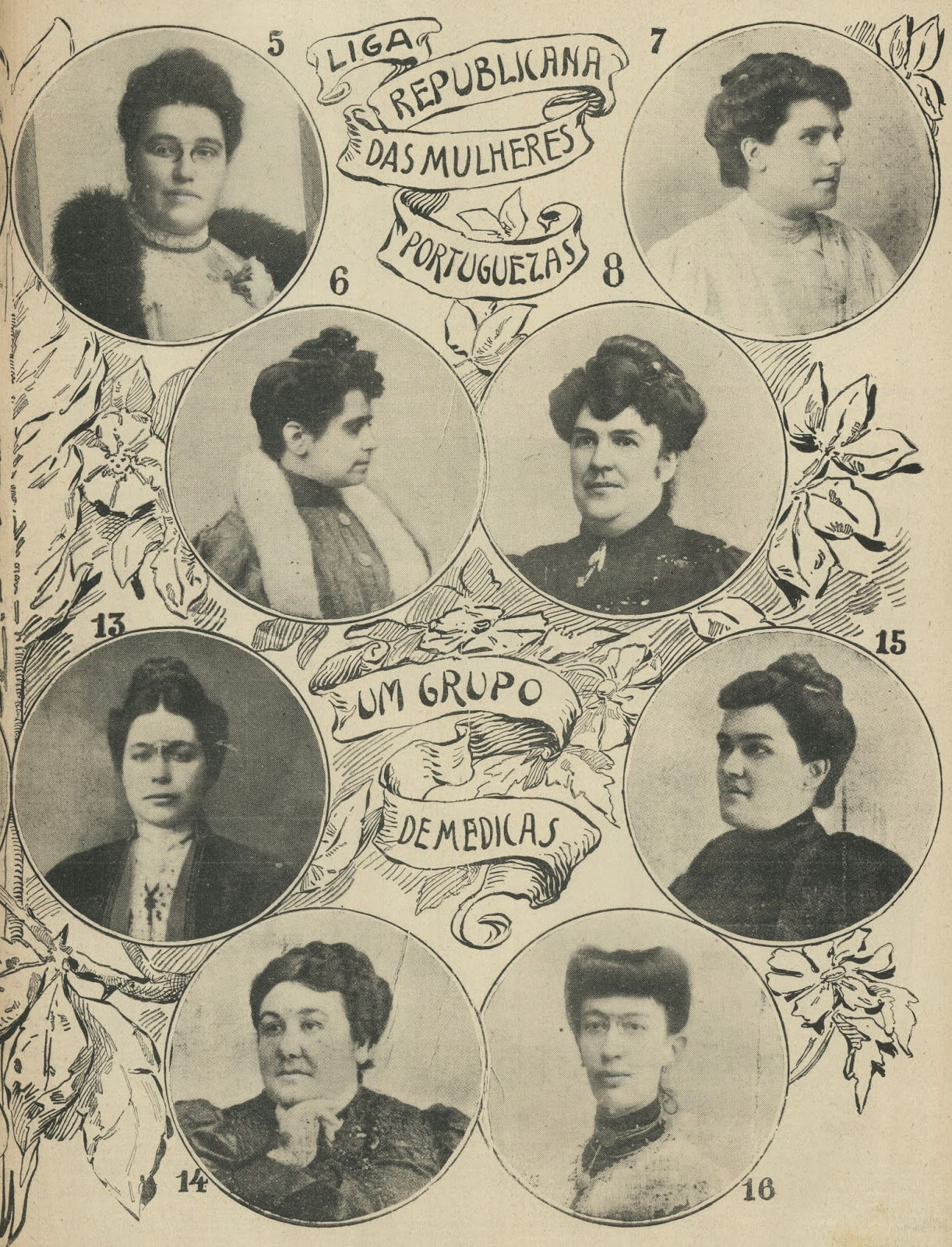
Suplemento do Jornal O Século (1910-05-12) sobre as sufragistas da Liga Republicana das Mulheres Portuguesas (5. Ana de Castro Osório; 6. Maria Veleda; 7. Beatriz Paes Pinheiro Lemos; 8. Maria Clara Correia Alves; 13. Sofia Quintino; 14. Adelaide Cabete; 15. Carolina Beatriz Ângelo; 16. Carmo Joaquina Lopes)

De valores republicanos, pacifistas e feministas, Beatriz foi uma das fundadoras da União das Senhoras Liberais de Viseu, angariou fundos e apoios para a criação da Escola Liberal João de Deus (1901), destinada à educação de raparigas pobres, em Viseu, e colaborou nos periódicos A Beira, Nova Aurora (1900-1901), Almanaque das Senhoras (1901, 1916, 1924), A Crónica (1900-1906), O Garcia de Resende (1908-1909) e ainda no boletim oficial Alma Feminina (1907-1908), dirigida por Albertina Paraíso e Virgínia Quaresma, ou na revista mensal A Mulher e a Criança (1909-1911), onde escreveu vários artigos sobre a condição do sexo feminino na sociedade portuguesa do início do século XX, apelando à reivindicação e luta pelos direitos das mulheres, nomeadamente sobre o direito ao voto, a lei do divórcio, o acesso a profissões e artes consideradas masculinas, a igualdade salarial entre géneros e a independência económica das mulheres casadas, definindo ainda o feminismo como algo fundamental para “pôr a mulher em condições de viver dignamente na sociedade, por meio do seu trabalho, sem precisar dum homem que a mantenha”. Para além destes temas, a activista escreveu ainda sobre a importância de uma educação livre e laica para todas as crianças, de forma a futuramente se formar uma nova sociedade em Portugal, mais instruída, igualitária e capaz de alcançar a Paz Universal. 
Pouco antes da Implantação da República Portuguesa, em 1910, e já casada com Carlos de Lemos, Beatriz Paes Pinheiro de Lemos deixou a sua terra natal e fixou-se em Lisboa, onde trabalhou como professora provisória de Francês, Geografia e História no Liceu Maria Pia.                                                                            
Nos anos seguintes, após os seus artigos e acções na área do activismo social trazerem-lhe bastante notoriedade, sobretudo na capital, Beatriz Pinheiro tornou-se rapidamente num dos rostos mais conhecidos do movimento feminista em Portugal, tendo aderido e participado em inúmeras intervenções e associações, para além da campanha a favor da aprovação da lei do divórcio. Na sua militância, aderiu ao Grupo Português dos Estudos Feministas (1907-1908), à Liga Republicana das Mulheres Portuguesas (1908-1919), à Associação de Propaganda Feminista (1911-1918), liderada pela autora e jornalista Ana de Castro Osório, e ainda ao Conselho Nacional das Mulheres Portuguesas (1914-1947), criado pela médica ginecologista e activista republicana e feminista Adelaide Cabete, para além de juntamente com Ana Augusta de Castilho, Ana de Castro Osório, Luthgarda de Caires, Joana de Almeida Nogueira e Maria Veleda ter feito parte da comissão feminina portuguesa presente no 7º Congresso Internacional da Women Suffrage Alliance, realizado em Budapeste, Hungria, em 1913.

### Maçonaria
A 16 de novembro de 1915, foi iniciada na Maçonaria, na Loja maçónica Fiat Lux, e no ano seguinte, com o nome simbólico de "Clemence Roger", integrou o quadro da Loja Carolina Ângelo, até janeiro de 1920.                                                                           

### Pacifismo
Activista pelo pacifismo, Beatriz Pinheiro aderiu à Liga Portuguesa da Paz (1899-1916), a convite da escritora e amiga Alice Pestana, tornando-se numa das primeiras correspondentes locais da agremiação pacifista quando ainda vivia em Viseu.
Contudo, anos mais tarde, apesar dos seus ideais pacifistas e de apoiar o movimento de beneficência Cruzadas das Mulheres Portuguesas (1916-1938), criado pela Primeira Dama Elzira Dantas Machado, que auxiliava as famílias e os membros do Corpo Expedicionário Português na linha da frente de combate, tanto no Norte da Europa como nas colónias africanas, durante a Primeira Guerra Mundial, em 1916, Beatriz Pinheiro defendeu a participação de Portugal na guerra, devido à sua recente condição de país democrático e republicano, com uma implícita necessidade de se afirmar e nunca de se abster, sobretudo numa situação de guerra, perante o resto da Europa e do mundo. O seu discurso no Liceu Maria Pia tornou-se num dos mais célebres a apoiar a causa, sendo posteriormente publicado, através da Associação de Propaganda Feminista, na obra A mulher portuguesa e a guerra europeia.

### Falecimento
Beatriz Pinheiro faleceu aos 50 anos, a 14 de outubro de 1922, em Lisboa, freguesia da Sé, no 3.º andar do número 17 da Rua do Barão, vítima de lesão cardíaca, sendo sepultada no Cemitério do Alto de São João, na mesma cidade.

## Obras

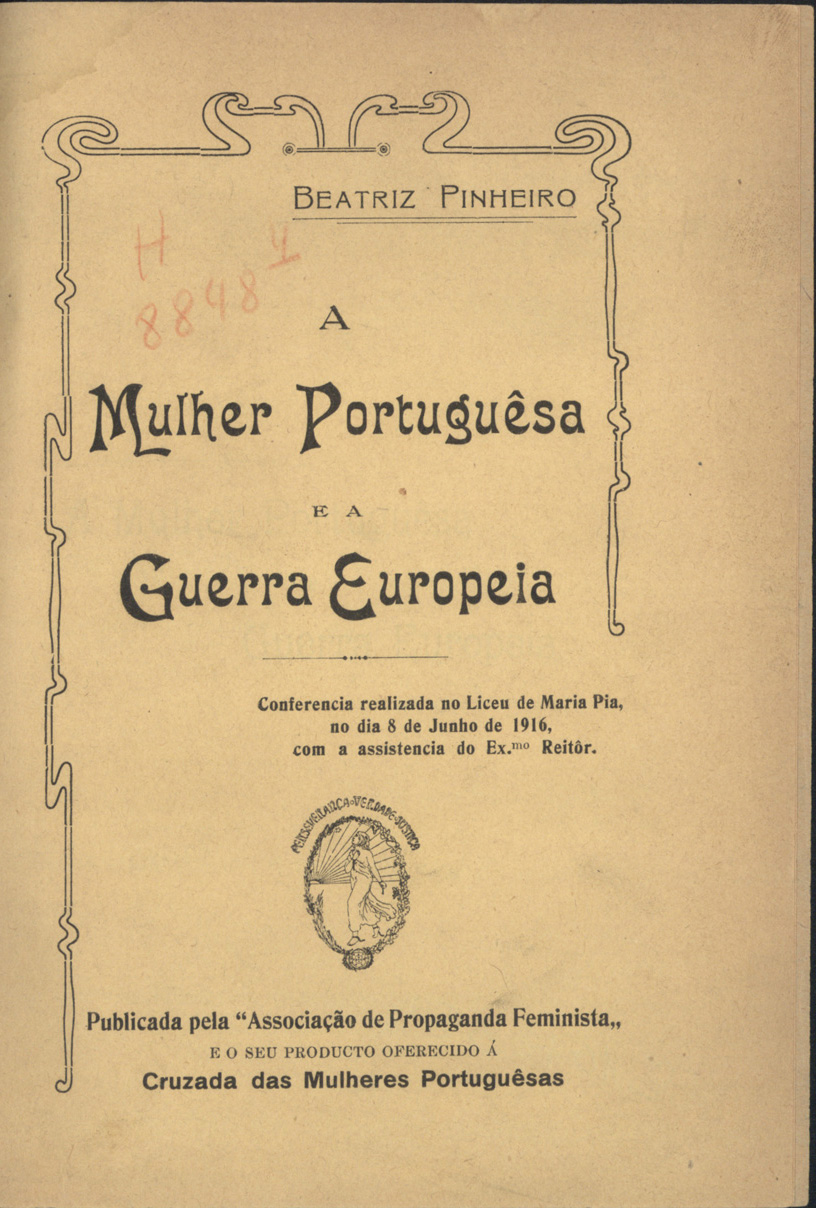
A Mulher Portuguesa e a Guerra Europeia, compilação do discurso proferido por Beatriz Pinheiro no Liceu Maria Pia (1916)

Durante a sua vida, para além de diversas colaborações em revistas e periódicos da época, escrevendo sob o seu próprio nome ou ainda sob o pseudónimo de Cil, Beatriz Paes Pinheiro de Lemos é autora das seguintes obras:
- Serões póstumos (com Carlos de Lemos). Viseu: Typografia da Folha, 1899.[17]
- O enjeitado, conto, Viseu: Ave Azul,1899.
- A espera, conto, Viseu: Ave Azul,1899.
- A Maria Corcunda, conto, Viseu: Ave Azul,1899.
- O crime, conto, Viseu: Ave Azul,1899.
- Infanticida, Viseu: Ave Azul,1899.
- Oração (enquanto o meu filho dorme), Viseu: Ave Azul,1899.
- Poema em memória do Dr. Simão Dias, poema, Viseu: Ave Azul,1899.
- Os três cavaleiros, poema, Viseu: Ave Azul,1899.
- Folhas d’um Álbum, poema, Viseu: Ave Azul,1899.
- Psyche, poema, Viseu: Ave Azul,1899.
- Flores garrettianas: homenagem ao primeiro centenário do nascimento do Visconde d'Almeida Garrett 1799-1899. Viseu, 1899.
- Cartas Abertas, Viseu: Ave Azul,1900.
- Duas almas, conto, Viseu: Ave Azul,1900.[18]
- Chrysalida, poema, Viseu: Ave Azul,1900.
- Através dos tempos, conto, Viseu: Ave Azul,1900.
- O obstáculo, conto, Viseu: Ave Azul,1900.
- Vae Soli, conto, Viseu: Ave Azul,1900.
- Anhelia, poema, Viseu: Ave Azul,1900.
- Duas almas, 1912.[19]
- A mulher portuguesa e a guerra europeia. Lisboa: Associação de Propaganda Feminista, 1916.